# 日ノ丸西濃運輸
日ノ丸西濃運輸株式会社（ひのまるせいのううんゆ）は、鳥取県鳥取市に本社を置く運送会社。
山陰両県（鳥取県、島根県）を中心に西濃運輸の貨物集配を行っている。

## 沿革
- 1957年2月 山陰両県を中心に西濃運輸取扱貨物の下請を行う協力会社として、日ノ丸自動車のトラック部門を分離独立して日ノ丸トラック株式会社を設立
- 1975年12月 社名を日ノ丸西濃運輸株式会社に変更し、セイノーホールディングス（旧・西濃運輸）のグループ会社となる

## 支店・営業所等
営業エリア内
- 鳥取県／730鳥取支店・731倉吉営業所・732米子支店
- 島根県／740松江支店・741出雲支店・742大田営業所・743浜田支店・744益田営業所

- 山陰両県全域

## 車体区分
営業トラックなどには、日ノ丸西濃運輸と表記されている。西濃グループ他社の車両と区別するため、後部扉（殆どが右下）に「日ノ丸」という文字を囲い表示をしている。

## 関連会社
持株会社
- セイノーホールディングス株式会社

セイノーホールディングスの子会社
- 西濃運輸株式会社

日ノ丸グループ
- 日ノ丸総本社
- 日ノ丸自動車
- 日ノ丸産業
- 日ノ丸ハイヤー
- 丸由百貨店
- 日本海テレビジョン放送